# عبدالله تازی
عبدالله تازی (عربی: عبدالله تازي؛ زادهٔ ۱۹۴۵) بازیکن فوتبال اهل مراکش بود.
از باشگاه‌هایی که در آن بازی کرده‌است می‌توان به باشگاه فوتبال مغرب تطوان اشاره کرد.
وی همچنین در تیم ملی فوتبال مراکش بازی کرده‌است.